# Религия в Индии

Религии Индии по округам согласно переписи 2011 года:
Индуизм
Ислам
Христианство
Сикхизм
Буддизм
Другие

В Индии 80 % населения исповедуют индуизм. Вторая распространённая религия — это ислам около 13 % последователей. В Индии зародились и существуют буддизм, джайнизм и сикхизм. 2 % населения исповедуют христианство. С Индией также связаны иудаизм и зороастризм; в стране эти религии имеют по несколько десятков тысяч последователей.
Хотя межрелигиозные браки мало распространены, индусы в целом толерантны к различным верованиям в стране. Конституция Индии объявляет государство светским и разрешает исповедовать любую религию.

## Права верующих
Весной 2014 года «Бхаратия джаната парти», которую считают партией сторонников индуистского национализма, сформировала однопартийное правительство во главе с Н. Моди, что укрепило позиции индуизма в Индии. В декабре 2014 года один из членов кабинета министров выступил с предложением о принятии федерального закона, запрещающего переход из индуизма в другие религии. На момент обсуждения этого вопроса смена религии уже была запрещена в 7 из 29 штатов Индии (в Гуджарате, Аруначал-Прадеше, Ориссе, Мадхья-Прадеше, Раджастхане и Химачал-Прадеше).
В 2019 году в Индии готовился закон, по которому индуисты, буддисты, христиане, парсы и сикхи переселившиеся из Пакистана, Бангладеш и Афганистана до 2014 года, получали возможность ускоренного получения гражданства Индии. После этого начались массовые протесты, власти критиковали за дискриминацию мусульманской общины, поскольку они не включались в проект закона. С критикой нового закона также выступала ООН, заявлявшая, что он нарушает принцип равенства для всех. В итоге принятие закона отложили. Однако в марте 2024 года власти всё же приняли закон в изначальном виде и в стране снова вспыхнули акции протестов.

## Демография

### Статистика
Таблица распространения религий на 2001 г.
| Религия      | Население     | Процент  |
| ------------ | ------------- | -------- |
| Все          | 1,028,610,328 | 100,00 % |
| Индуизм      | 827,578,868   | 80,456 % |
| Ислам        | 138,188,240   | 13,434 % |
| Христианство | 24,080,016    | 2,341 %  |
| Сикхизм      | 19,215,730    | 1,868 %  |
| Буддизм      | 7,955,207     | 0,773 %  |
| Джайнизм     | 4,225,053     | 0,411 %  |
| Другие       | 6,639,626     | 0,645 %  |
| Вне религии  | 727,588       | 0,07 %   |

Характеристика религиозных групп
| Религия         | Население % | Рост (1991—2001) | Соотношение полов (total) | Грамотность (%) | Рабочая сила (%) | Соотношение полов (село) | Соотношение полов (город) | Соотношение полов (дети) |
| Индуизм         | 80.46 %     | 20.3 %           | 931                       | 65.1 %          | 40.4 %           | 944                      | 894                       | 925                      |
| Ислам           | 13.43 %     | 36.0 %           | 936                       | 59.1 %          | 31.3 %           | 953                      | 907                       | 950                      |
| Христианство    | 2.34 %      | 22.6 %           | 1009                      | 80.3 %          | 39.7 %           | 1001                     | 1026                      | 964                      |
| Сикхизм         | 1.87 %      | 18.2 %           | 893                       | 69.4 %          | 37.7 %           | 895                      | 886                       | 786                      |
| Буддизм         | 0.77 %      | 18.2 %           | 953                       | 72.7 %          | 40.6 %           | 958                      | 944                       | 942                      |
| Джайнизм        | 0.41 %      | 26.0 %           | 940                       | 94.1 %          | 32.9 %           | 937                      | 941                       | 870                      |
| Анимизм, другие | 0.65 %      | 103.1 %          | 992                       | 47.0 %          | 48.4 %           | 995                      | 966                       | 976                      |